# Скифы

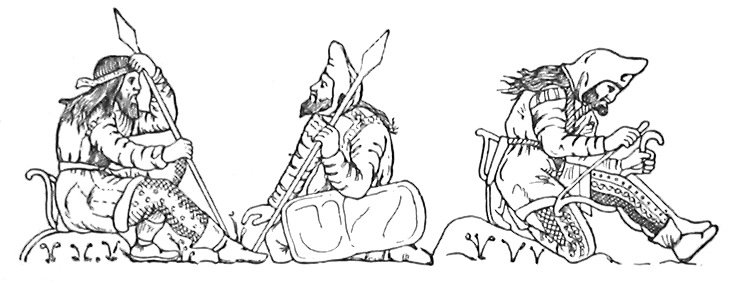
Скифские воины. Рельеф чаши из кургана Куль-Оба (Эрмитаж)

Ски́фы (др.-греч. Σκύθης, Σκύθαι, самоназвание: Skolot) — древний кочевой ираноязычный народ, существовавший в VIII в. до н. э. — IV в. н. э.. Скифы не имели письменности, из скифского языка известно более двух сотен слов, а также личные имена, топонимы и глоссы в античных и клинописных источниках. Согласно древнеримскому историку II-III вв. Марку Юниану Юстину «между скифами и египтянами долго происходил спор о древности происхождения» и что в этом споре, предъявив неопровержимые научные доказательства, «скифы одержали верх над египтянами и с тех пор всегда считались самым древним народом»..
Скифы в широком смысле — кочевые народы на территории от причерноморских степей (к востоку от Дуная) до территории современного Китая (провинция Синьцзян), общими культурными маркерами которых являются звериный стиль в искусстве, набор оружия (короткий меч «акинак», небольшой композитный лук с тонкими стрелами), характерное снаряжение для верховой езды.
Часть скифов обитала в степной зоне Северного Причерноморья от Дуная до Дона, именуемой в древнегреческих источниках Скифией. Многие племена и народы были как в союзе со скифами, так и враждебны им. Скифами были основаны такие государства как Ишкуза, Парфия и Бактрия. О скифах известно из сочинений античных авторов (таких как Геродот, Гиппократ, Плиний Старший, Чжан Цянь, Марк Юниан Юстин), археологических раскопок и генетических исследований. Родственными скифам народами были сарматы, саки и массагеты. В современном обществе о скифах циркулирует множество мифов, большая часть которых появилась в XIX и XX веках.

## Происхождение этнонима

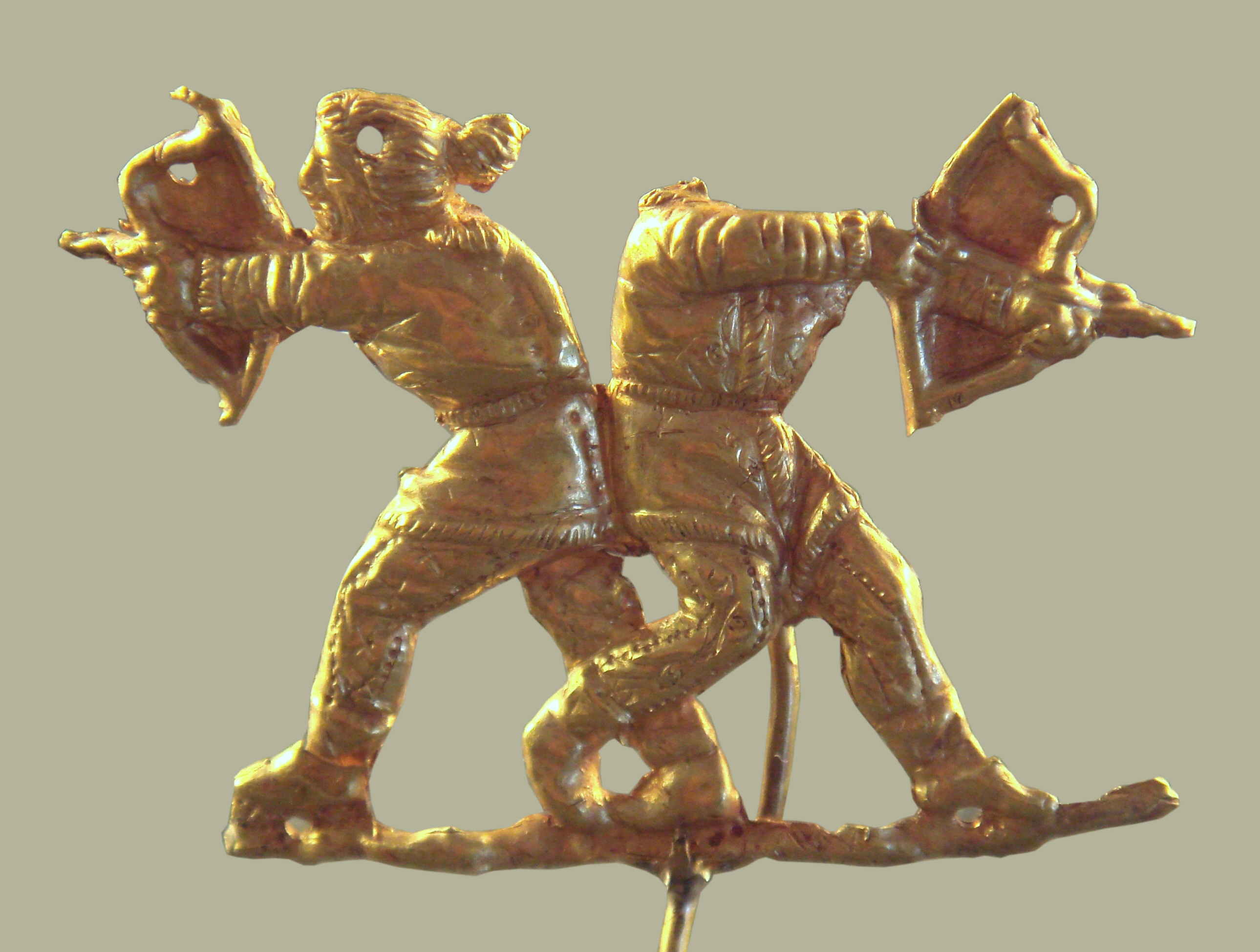
Скифы стреляют из лука. Керчь (античный Пантикапей, Крым). 475—450 до н. э. Скифы были искусными лучниками, их стиль стрельбы из лука повлиял на стиль персов, а впоследствии и других народов, включая греков

Многие учёные, среди которых Ф. Юсти, М. Фасмер, О. Семереньи и В. И. Абаев, возводят слово *skuta к индоевропейскому корню со значением стрелять. В частности, В. И. Абаев сопоставляет слово skuta с германским *skut- (стрелок из лука, стрелять). В свою очередь К. Т. Витчак и С. В. Кулланда объясняют скифское самоназвание так: др.-греч. Σκόλοτοι < *skula-ta < *skuδa-ta < *skuda-ta (то есть «лучники», с закономерным переходом *d > *l в скифском). Причём форма *skuδa-ta бытовала в VII веке до н. э., когда греки начали контактировать со скифами (оттого и др.-греч. Σκύϑαι). Тогда же состоялся ассирийский поход скифов — оттого и ассир. Ašgūzai или Išgūzai. К V веку до н. э. — времени визита в Ольвию Геродота — уже произошёл переход *δ > *l. Также в схолии (комментарии) к речи Эсхина (оратора IV века до н. э.) «Об измене в посольстве» сказано «скифов, то есть стрелков» (греч. Σκυθας δε οιονει τοξοτας).
Переход древнеиранского *δ в скифское *l как характерная черта скифского языка подтверждается и другими скифскими словами, например скиф. Παραλάται — племенное название, означающее, по словам Геродота (IV, 6), правящую скифскую династию и разъясняемое им в других местах с помощью выражения Σκύθαι βασιλητοι, то есть «царские скифы»; < древнеиран. *paradāta — «поставленный во главе, по закону назначенный», авест. paraδāta- (почётный титул владыки, букв. «поставленный впереди, во главе»). В лексиконе Гесихея Александрийского упоминается скифское слово μελιτ.ιον — «какой-то напиток из мёда», где также виден переход *δ в *l в общеиранском корне *madu-, *maδu- «мёд», «приготовленный из мёда сладкий напиток, хмельной напиток». Этот переход объединяет скифский с юго-восточными иранскими языками (бактрийским, пушту, йидга), и противопоставляет его сарматскому, где общеиранское *d давало d, как в северо-восточных иранских языках (ягнобский, аланский, осетинский).
Античные схолии к «Илиаде» упоминают следующую этимологию:
Ибо лаконцы носят длинные волосы, а от них всё эллинство … скифы же первые стали стричься, почему и называются «оскифленными (греч. απεσκυθισμενοι)».
О. Н. Трубачёв связывал самоназвание скифов с корнем со значением ‘отрезать, отщеплять’ (ср. осетинское иронское sk’˚yd, дигорское (æ)sk’ud‘ оторванный’).

## Антропологическийтип

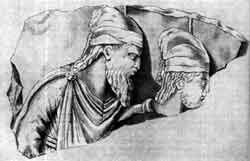
Скифский царь Скилур и его сын Палак на барельефе в Неаполе Скифском, Крым, II век до н. э.

Для всех популяционных серий черепов носителей скифской археологической культуры характерны большие продольные размеры мозгового отдела черепа, резко клиногнатное (не плоское) лицо с высоким переносьем и сильно выступающим носом. При этом лесостепные скифы отличались от причерноморских и крымских долихокефалией (длинным и узким черепом), менее высоким и резко профилированным узким лицом. Эти особенности сближают их с узколицым населением юга Восточной Европы предшествующей эпохи поздней бронзы (срубная культура). Степные скифы — более высоколицые, с более широким и коротким черепом — оказались ближе к южносибирскому населению (тагарская культура Минусинской котловины), чем к скифам восточноевропейской лесостепи.
Существует две гипотезы, объясняющие эту разнородность — автохтонная и миграционная. Согласно первой, у степных скифов, с большой плотностью и подвижностью населения, вследствие усиления внутригруппового смешения и метисации с соседними группами, началась брахикефализация. Согласно другой точке зрения, отличие степных групп от лесостепных связано с их различным происхождением. Лесостепные скифы являются автохтонами, и обнаруживают наибольшее сходство с антропологическим типом срубной культуры. Степные скифы, судя по сходству с окуневцами Тувы, мигрировали в Северное Причерноморье с востока, из центральноазиатских степей.
Для азиатского степного населения в сакское время была характерна мезобрахикранность, с крупным лицевым отделом, с умеренным выступанием носовых костей и ослаблением горизонтальной профилировки. Впоследствии на основе этих комплексов сложится южносибирская раса.
Гиппократ пишет о сходстве скифов между собой и несходстве их с другими народами, подобно египтянам, и следующим образом описывает внешность скифов, связывая её с холодным климатом их местности:

Скифы красные от холода, а не от сильной жары солнца, ибо белизна кожи иссушена от холода, и [кожа] становится желтовато-коричневой. <…> Скифское племя значительно отличается от прочих людей и похоже только само на себя, подобно египтянам. <…> Скифы отличаются толстым, мясистым, нечленистым, сырым и немускулистым телом; живот у них в нижней части отличается чрезвычайным изобилием влаги… Благодаря тучности и отсутствию растительности на теле [обитатели] похожи друг на друга, мужчины на мужчин и женщины на женщин. <…> Скифское племя — красное, вследствие холодного климата, так как солнце не действует достаточною силою, и белый цвет [кожи] как бы выжигается от холода и переходит в красный.— Гиппократ. О воздухе, водах и местностях. — 20, 26, 28.
В захоронении 32 человек — могильнике Колбино на Среднем Дону, датированном V—IV веком до н. э., — обнаружена аномальная доля (19 %, 6 из 32) черепов взрослых индивидов с гиперостозом лобной кости — симптомом синдрома Морганьи. Другие признаки этого синдрома (ожирение, гормональная дисфункция) отчасти совпадают с описанием Гиппократа.

## Палеогенетика
По данным тестирования ДНК из скифских захоронений скифы были носителями Y-хромосомной гаплогруппы R1a, субклад R1a-Z2123 (причём как европейские скифы, так и сибирские скифы) и митохондриальных гаплогрупп G2, G2a4, F1b, F2a, C, U2e, U5a, U5a1, T1, T1a, T2, A, A4, H, H2a1, D, D4b1, N1a, I3, HV2, HV6, J, K.
Анализ 35 геномов из захоронений, относящихся к четырём культурным группам: срубная-алакульская культура (бронзовый век), киммерийцы, скифы и сарматы (железный век), возрастом от 1900 до 400 лет до н. э. показал, что киммерийцы, скифы и сарматы — кочевые народности железного века не являются прямыми потомками носителей срубно-алакульской культуры бронзового века и имеют смешанное происхождение, свойственное кочевым народам. Скифы имеют генетические отличия как от киммерийцев, так и от сарматов. Из этих трёх народов, скифы генетически ближе к срубно-алакульской культуре, чем сарматы или киммерийцы. Западные скифы образовали кладу с афанасьевской, синташтинской, андроновской и межовской культурами, восточные скифы — кладу со срубно-алакульской культурой. В сравнении с современными народами скифы имели высокое внутригрупповое разнообразие: одна группа из 3-х представителей показала генетическое сходство с современными популяциями северной Европы, другая оказалась ближе к южноевропейским популяциям, третья группа — между генетическими вариациями мордвы и народов Северного Кавказа (так называемый «степной» кластер).
У скифов из Республики Тыва определены Y-хромосомные гаплогруппы R1a-M513, R1a1a1b2-Z93, N-M231, Q1b1a-L54, Q1b1a3-L330, у северо-причерноморских (европейских) скифов — Y-гаплогруппа R1b1a1a2, то есть между этими 2 группами скифов почти не было потока генов по мужским линиям. Разные волны скифов включали разные восточные линии.
Первоначально родиной скифов считалась западная Евразия (степи Северного Причерноморья), но последние исследования мтДНК 96 кочевников железного века из Южного Урала, Казахстана и Северного Причерноморья (VIII—III века до н. э.), по материальной культуре сходных с культурой скифов, показывают мультирегиональный вариант их происхождения и раннее присутствие скифов в Восточной Азии (на территории современного Восточного Казахстана и Тувы). Их можно охарактеризовать как смесь предков из ямной культуры и восточноазиатского компонента. Моделирование показывает независимое происхождение восточных и западных групп скифов, с последующим ростом населения в этих группах и генным потоком между ними, объясняя единообразие их материальной культуры. Это предполагает значительные миграции групп скифов как с запада на восток, так и с востока на запад, с указанием асимметричного потока генов от западных к восточным группам, а не наоборот.
Сравнение с современными народами показало, что для образцов западной скифской эпохи современные группы населения с высокой генеалогической связью с ними расположены в основном в непосредственной географической близости, тогда как современные группы с высокой статистической поддержкой происхождения восточных скифов распределены в более широком географическом диапазоне. Современные популяции, связанные с западными скифами железного века, могут быть найдены среди различных этнических групп на Кавказе, в России и Центральной Азии (распространены среди многих иранских и других индоевропейских групп), тогда как популяции с генетическим сходством с восточными скифскими группами встречаются почти исключительно среди носителей тюркских языков.

## Этногенез
Более тысячи лет (с конца IX в. до н. э. по третью четверть IV в. н. э.) огромную роль в истории степных районов Юга России играли ираноязычные племена, известные как киммерийцы, скифы, саки, массагеты, аланы. Считалось, что путь от рубежа бронзового и железного веков к исходному единству всех иранцев не должен быть долог.
Ещё в I тыс. до н. э., в раннем железном веке, по соображениям И. М. Дьяконова (1956: 290—291), опирающимся на лексические факты, язык скифов Северного Причерноморья был в пределах взаимопонимания для древних мидян, а язык Авесты схож с языком Ригведы.
Дискуссии о происхождении причерноморских скифов, обострившиеся в последние годы среди краниологов [Яблонский, 2000; Козинцев, 2000; Круп, 2004], связаны с вопросом об антропологической однородности данной группы. С. Г. Ефимова [2000], отстаивающая, как и Л. Т. Яблонский [2000], теорию автохтонности и антропологической консолидированности скифов, тем не менее убедительно продемонстрировала, что степные скифы заметно отличаются от лесостепных. По её мнению, эти различия не противоречат местному происхождению скифов и объясняются антропологической разнородностью носителей срубной культуры, которых С. Г. Ефимова и Л. Т. Яблонский считают предками всех скифов.
Скифскую культуру активно изучают сторонники курганной гипотезы. Формирование сравнительно общепризнанной скифской культуры археологи относят к VII веку до н. э.. При этом существует два основных подхода к толкованию её возникновения:
- один основан на так называемом «Третьем сказании» Геродота — скифы пришли с востока;
- другой, опираясь на сказания, записанные Геродотом, предполагает, что скифы уже к тому времени обитали на территории Северного Причерноморья как минимум несколько веков, выделившись из среды преемников срубной культуры[48][49][50][51].

Проблема происхождения скифов и их культуры не решена сколько-нибудь убедительно и по сей день. Обилие и противоречивость существующих точек зрения по этому поводу просто поражают. Однако большинство мнений учёных так или иначе примыкает к одной из двух традиционно противопоставляемых гипотез.
Автохтонная гипотеза — наиболее подробно была обоснована Б. Н. Граковым. Он считал, что прямыми предками скифов являлись племена срубной культуры эпохи бронзы, проникшие в Северное Причерноморье из Поволжья. Проникновение это было очень медленным и длительным (с середины II тыс. до н. э.), а упомянутая Геродотом миграция скифов «из Азии» (а «Азия» начиналась для античных географов сразу за Доном-Танаисом) — лишь одна из его волн, скорее всего, последняя. Мигранты-«срубники» встретились в степях Причерноморья с более ранними переселенцами из тех же областей, и на основе слияния этих родственных друг другу групп сложилось этнически однородное население скифского времени, говорившее на одном из диалектов североиранского языка. Именно культура срубных племён, испытавшая значительные изменения в ходе перехода от эпохи бронзы к железному веку и от полуоседлого образа жизни к подлинному номадизму, легла, по мысли Б. Н. Гракова, в основу скифской культуры. Искусство скифов (звериный стиль) и некоторые формы их оружия он считал привнесёнными откуда-то извне. К граковской гипотезе примыкает переднеазиатская версия известного ленинградского археолога, специалиста по скифам и хазарам М. И. Артамонова. Согласно его точке зрения, срубная культура эпохи бронзы непосредственно предшествовала скифской в Северном Причерноморье и во многом предопределила её основные черты. Однако возникновение скифской культуры в VII в. до н. э. и особенно такой её яркой черты, как звериный стиль, М. И. Артамонов связывал с влиянием развитых цивилизаций Передней Азии. По Б. Н. Гракову, и скифы, и киммерийцы — прямые потомки «срубников», поэтому они имеют общую культуру и, скорее всего, родственны этнически.
Центральноазиатская гипотеза — совершенно иначе подходит к решению данной проблемы признанный лидер группы учёных, отстаивающих правомерность так называемой центральноазиатской гипотезы, А. И. Тереножкин. По мнению этого исследователя, между населением Северного Причерноморья доскифского и скифского времени не существует ни этнической, ни культурной преемственности. Скифы приходят в регион из глубин Азии в VII в. до н. э..

## Мифы о происхождении скифов
Геродот сообщает о трёх сказаниях о происхождении скифов:
5. По рассказам скифов, народ их — моложе всех. А произошёл он таким образом. Первым жителем этой ещё необитаемой тогда страны был человек по имени Таргитай. Родителями этого Таргитая, как говорят скифы, были Зевс и дочь реки Борисфена. Такого рода был Таргитай, а у него было трое сыновей: Липоксай, Арпоксай и самый младший — Колаксай. В их царствование на Скифскую землю с неба упали золотые предметы: плуг, ярмо, секира и чаша.
6. Первым увидел эти вещи старший брат. Едва он подошёл, чтобы поднять их, как золото запылало. Тогда он отступил, и приблизился второй брат, и опять золото было объято пламенем. Так жар пылающего золота отогнал обоих братьев, но, когда подошёл третий, младший, брат, пламя погасло, и он отнёс золото к себе в дом. Поэтому старшие братья согласились отдать царство младшему.
Так вот, от Липоксаиса, как говорят, произошло скифское племя, называемое авхатами, от среднего брата — племя катиаров и траспиев, а от младшего из братьев — царя — племя паралатов. Все племена вместе называются сколотами, то есть царскими. Эллины же зовут их скифами.
7. Так рассказывают скифы о происхождении своего народа. Они думают, впрочем, что со времён первого царя Таргитая до вторжения в их землю Дария прошло как раз только 1000 лет. Упомянутые священные золотые предметы скифские цари тщательно охраняли и с благоговением почитали их, принося ежегодно богатые жертвы. Если кто-нибудь на празднике заснёт под открытым небом с этим священным золотом, то, по мнению скифов, не проживёт и года. Поэтому скифы дают ему столько земли, сколько он может за день объехать на коне. Так как земли у них было много, то Колаксаис разделил её, по рассказам скифов, на три царства между своими тремя сыновьями. Самым большим он сделал то царство, где хранилось (не добывалось) золото. В области, лежащей ещё дальше к северу от земли скифов, как передают, нельзя ничего видеть и туда невозможно проникнуть из-за летающих перьев. И действительно, земля и воздух там полны перьев, а это-то и мешает зрению.
8. Так сами скифы рассказывают о себе и о соседних с ними северных странах. Эллины же, что живут на Понте, передают иначе. Геракл, гоня быков Гериона (чаще — коров), прибыл в эту тогда ещё необитаемую страну (теперь её занимают скифы). Герион же жил далеко от Понта, на острове в Океане у Гадир за Геракловыми Столпами (остров этот эллины зовут Эрифией). Океан, по утверждению эллинов, течёт, начиная от восхода солнца, вокруг всей земли, но доказать этого они не могут. Оттуда-то Геракл и прибыл в так называемую теперь страну скифов.
Там его застали непогода и холод. Закутавшись в свиную шкуру [тут ошибка, исходно шкура была львиной], он заснул, а в это время его упряжные кони (он пустил их пастись) чудесным образом исчезли.
9. Пробудившись, Геракл исходил всю страну в поисках коней и, наконец, прибыл в землю по имени Гилея. Там в пещере он нашёл некое существо смешанной природы — полудеву, полузмею (Богиня со змеями, родоначальница скифов, известна по ряду античных изображений). Верхняя часть туловища от ягодиц у неё была женской, а нижняя — змеиной. Увидев её, Геракл с удивлением спросил, не видала ли она где-нибудь его заблудившихся коней. В ответ женщина-змея сказала, что кони у неё, но она не отдаст их, пока Геракл не вступит с ней в любовную связь. Тогда Геракл ради такой награды соединился с этой женщиной. Однако она медлила отдавать коней, желая как можно дольше удержать у себя Геракла, а он с удовольствием бы удалился с конями. Наконец, женщина отдала коней со словами: «Коней этих, пришедших ко мне, я сохранила для тебя; ты отдал теперь за них выкуп. Ведь у меня трое сыновей от тебя. Скажи же, что мне с ними делать, когда они подрастут? Оставить ли их здесь (ведь я одна владею этой страной) или же отослать к тебе?».
Так она спрашивала. Геракл же ответил на это: «Когда увидишь, что сыновья возмужали, то лучше всего тебе поступить так: посмотри, кто из них сможет вот так натянуть мой лук и опоясаться этим поясом, как я тебе указываю, того оставь жить здесь. Того же, кто не выполнит моих указаний, отошли на чужбину. Если ты так поступишь, то и сама останешься довольна и выполнишь моё желание».
10. С этими словами Геракл натянул один из своих луков (до тех пор ведь Геракл носил два лука). Затем, показав, как опоясываться, он передал лук и пояс (на конце застежки пояса висела золотая чаша) и уехал. Когда дети выросли, мать дала им имена. Одного назвала Агафирсом, другого Гелоном, а младшего Скифом. Затем, помня совет Геракла, она поступила, как велел Геракл. Двое сыновей — Агафирс и Гелон не могли справиться с задачей, и мать изгнала их из страны. Младшему же, Скифу, удалось выполнить задачу, и он остался в стране. От этого Скифа, сына Геракла, произошли все скифские цари. И в память о той золотой чаше ещё и до сего дня скифы носят чаши на поясе (это только и сделала мать на благо Скифу).
11. Существует ещё и третье сказание (ему я сам больше всего доверяю). Оно гласит так. Кочевые племена скифов обитали в Азии. Когда массагеты вытеснили их оттуда военной силой, скифы перешли Аракс и прибыли в киммерийскую землю (страна, ныне населённая скифами, как говорят, издревле принадлежала киммерийцам). С приближением скифов киммерийцы стали держать совет, что им делать пред лицом многочисленного вражеского войска. И вот на совете мнения разделились. Хотя обе стороны упорно стояли на своём, но победило предложение царей. Народ был за отступление, полагая ненужным сражаться с таким множеством врагов.
Цари же, напротив, считали необходимым упорно защищать родную землю от захватчиков. Итак, народ не внял совету царей, а цари не желали подчиниться народу. Народ решил покинуть родину и отдать захватчикам свою землю без боя; цари же, напротив, предпочли скорее лечь костьми в родной земле, чем спасаться бегством вместе с народом. Ведь царям было понятно, какое великое счастье они изведали в родной земле и какие беды ожидают изгнанников, лишённых родины. Приняв такое решение, киммерийцы разделились на две равные части и начали между собой борьбу.
Всех павших в братоубийственной войне народ киммерийский похоронил у реки Тираса (могилу царей там можно видеть ещё и поныне). После этого киммерийцы покинули свою землю, а пришедшие скифы завладели безлюдной страной.

12. И теперь ещё в Скифской земле существуют киммерийские укрепления и киммерийские переправы; есть также и область по имени Киммерия и так называемый Киммерийский Боспор. Спасаясь бегством от скифов в Азию, киммерийцы заняли полуостров там, где ныне эллинский город Синопа. Известно также, что скифы в погоне за киммерийцами сбились с пути и вторглись в Мидийскую землю. Ведь киммерийцы постоянно двигались вдоль побережья Понта, скифы же во время преследования держались слева от Кавказа, пока не вторглись в землю мидян. Так вот, они повернули вглубь страны. Это последнее сказание передают одинаково как эллины, так и варвары.— Геродот, История, 1972, Кн. 4. Мельпомена

Геродот зафиксировал также легенды о происхождении скифов. В одной из них утверждалось, что скифы появились на своей земле (как первый её народ) за тысячу лет до нашествия Дария (в середине II тысячелетия до н. э.) и что они были связаны с Днепром, поскольку их первопредок Таргитай считался сыном Зевса и нимфы — дочери Борисфена (Днепра).
Другая легенда, которую рассказали Геродоту греки, относила происхождения скифов до Низовья Днепра, потому что первым скифским царём был Скиф — сын Геракла и девы-Ехидны, которая жила в Гилеи.
Обе легенды интересны тем, что первая рассказывает о скифах-земледельцах (их символами были плуг, ярмо, секира, чаша), а вторая — о степных скотоводах, символами которых названы лук, пояс, чаша.
На сегодня вопрос происхождения скифов окончательно не решен. Как правило, ссылаясь на то, что основной комплекс материальной культуры скифов — Степи — был инородным местным традициям, степных скифов считают пришлыми. При этом учитывают сообщение Геродота и Аристея о приходе скифов из Азии.

## Племена Скифии

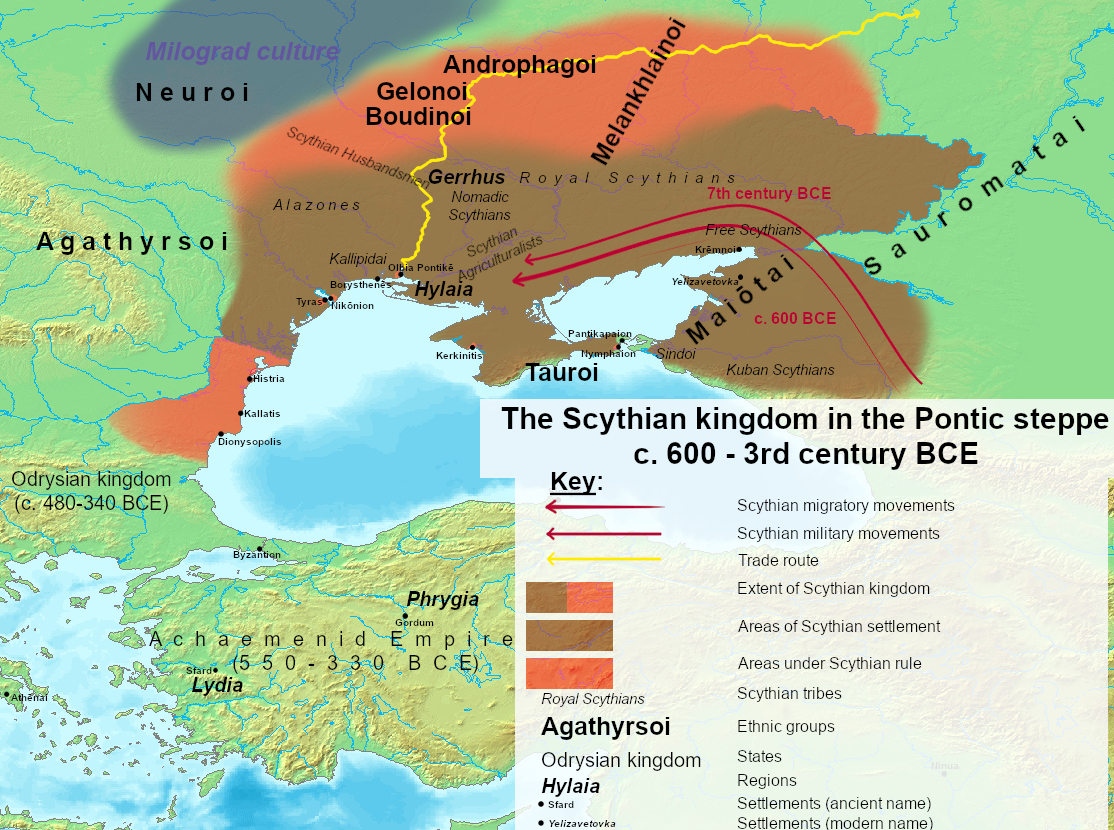
Расположение скифских и других племён

Основная территория расселения скифов — степи между нижним течением Дуная и Дона, включая степной Крым и районы, прилегающие к Северному Причерноморью. Северная граница неясна. Скифы разделялись на несколько крупных племён. По сообщению Геродота, господствующими были царские скифы — жившее в степях между Днепром и греческим полисом Кремной, а также в степном Крыму. Восточнее их до реки Дон жили вольные скифы. В степях между Днепром и Ингулом жили скифы-кочевники, а вокруг нижнего Днепра и возможно на побережье Азовского моря между Кирилловкой и Мариуполем — скифы-земледельцы. От устья Днепра до днестровского лимана жили каллипиды, или эллино-скифы, севернее их от Днестра до Ингула — алазоны, а ещё севернее в лесостепях от Винницы до Днепра — скифы-пахари. Греческий географ Страбон описывал в малой Скифии или в скифском Херсонесе — народность называемую др.-греч. Γεωργοὶ, Георгами — землепашцами или в буквальном смысле этого слова пахари, которые также занимались морским промыслом и племя, живущее над ними — скифы-кочевники, которые в особенности употребляли в пищу конину и особым образом приготовленное лакомство — сыр из кумыса, свежее и кислое молоко, Страбон упоминает, что Гомер в Илиаде называл этот народ др.-греч. Γαλακτοφάγοι , γλακτοφάγων, Галактофагами — питающиеся молоком.
Соседями скифов в то время, как полагают, были: к югу от Дуная — фракийцы, в Карпатах — агафирсы, в Верхнем Днепре притоках Десна и Припять, Среднего Днепра и на юге до верховья Южного Буга — невры, к востоку от Днепра в частности бассейне реки Донец — меланхлены, а в долине Суле — андрофаги, за Доном — савроматы, в долине реки Ворсклы— будины и гелоны, в Таврике, в гористой приморской области таврического побережья, простирающейся до Феодосии, — тавры.
В античных источниках упоминается целый ряд других племён, обитавших в Скифии или сопредельных территориях, как родственных скифам, так и иноязычных: боруски, агафирсы, абии, гелоны, невры (нервии), аримаспы, фиссагеты, иирки, будины, меланхлены, авхаты (липоксаи), катиары (арпоксаи), траспии (арпоксаи), паралаты (колоксаи, сколоты), исседоны, тавры, аргиппеи, андрофаги.

## История
Скифов изучают археологи, историки (изучающие письменные источники) и палеолингвисты.
Первые письменные упоминания о скифах относятся к VII—V векам до н. э. и, возможно, к VIII веку до н. э. в Передней Азии (ассирийские и аккадские клинописные источники, а также Библия) и Греции (античные источники).
Наиболее раннее возможное упоминание скифов есть в Илиаде Гомера, где он, возможно, упоминает скифские народы в словах «дивных доителей кобылиц, млекоедов» (Илиада / Пер. В. В. Латышева. — XIII, 4-5.), это VIII век до нашей эры.
Достоверное упоминание скифов встречается в Анналах Асархаддона, датированных между 680 и 677 годами до н. э., где он описывает скифов как союзников маннеев.
Скифские слова, особенно имена собственные, дошли до нас в ассирийских, аккадских, античных и латинских письменных источниках, что позволяет частично восстановить язык скифов.

### Расцвет

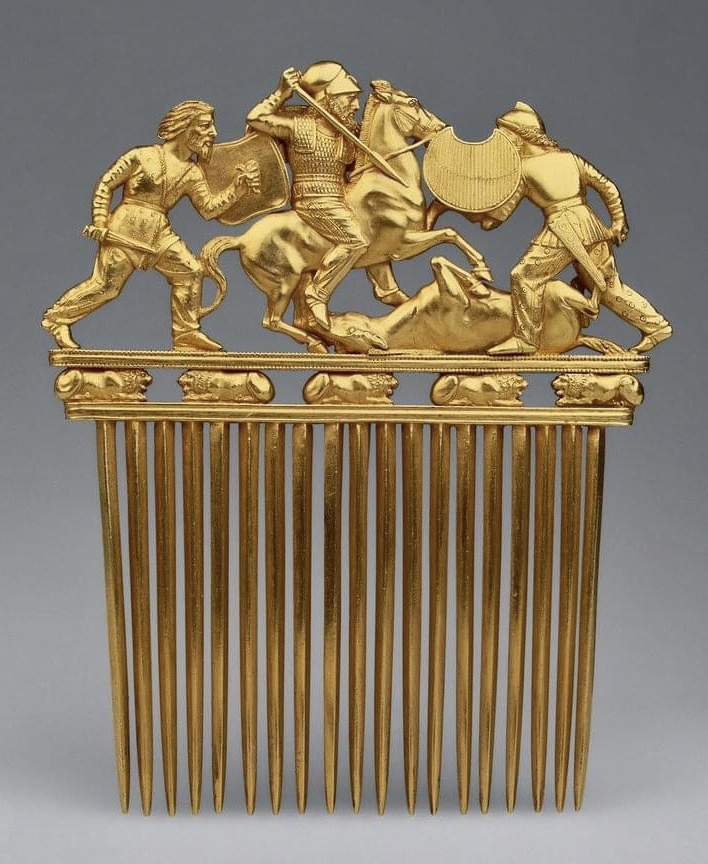
Скифский золотой гребень из Солохи, изготовлен на заказ древними греками, начало IV в. до н. э. Эрмитаж

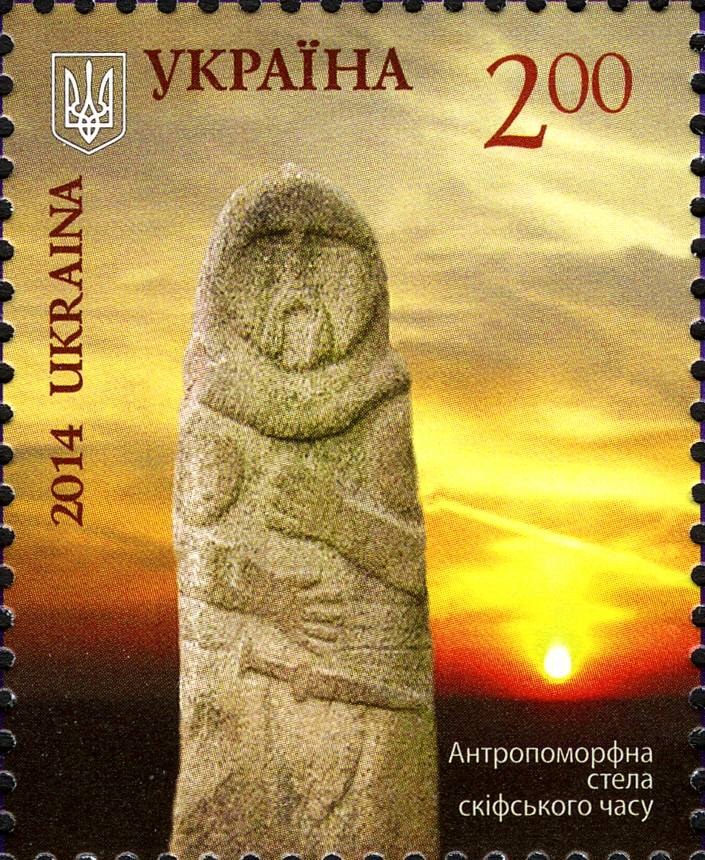
Антропоморфная стела скифского времени на марке Украины. 2014 г.

Начало сравнительно общепризнанной истории скифов и Скифии — VIII век до н. э., возвращение основных сил скифов в Северное Причерноморье, где до этого веками правили киммерийцы. Киммерийцы вытеснены скифами из Северного Причерноморья к VII веку до н. э. в Малую Азию. В 70-х годах VII века до н. э. скифы вторгались в Мидию, Сирию, Палестину и, по характеристике Геродота, «господствовали» в Передней Азии, где создали Скифское Царство — Ишкуза, но к началу VI века до н. э. были вытеснены оттуда. Следы пребывания скифов отмечены и на Северном Кавказе.
Тесные отношения с рабовладельческими городами Северного Причерноморья, интенсивная торговля скифов скотом, хлебом, мехами, мёдом, рыбой, шкурами и рабами усиливали процесс классообразования в скифском обществе. Известно о существовании у скифов союза племён, который постепенно приобретал черты своеобразного государства раннерабовладельческого типа во главе с царём. Власть царя была наследственной и обожествлялась. Она ограничивалась союзным советом и народным собранием. Происходило выделение военной аристократии, воинов и жреческой прослойки. Политическому сплочению скифов способствовала их война с персидским царём Дарием I в 512 году до н. э. — во главе скифов были три царя: Иданфирс, Скопасис и Таксакис. На рубеже V—IV веков до н. э. скифы активизировались на юго-западных рубежах Скифии. Экспансия во Фракию усилилась при царе Атее, вероятно, объединившим Скифию под своим началом. Это вызвало войну с македонским царём Филиппом II. Однако о том, что Филипп перешёл Дунай во время похода на Атея, Юстин не сообщает, а говорит, что Филипп отправил вперёд послов, с тем чтобы те сообщили Атею, что он направляется к устью Истра (совр. Дунай) воздвигнуть статую Геркулесу. Исходя из этих сообщений, вопрос о том, какими территориями владел Атей, остаётся дискуссионным.
В 339 до н. э. царь Атей погиб в войне с македонским царём Филиппом II. В 331 до н. э. Зопирион, наместник Александра Македонского во Фракии, вторгся в западные владения скифов, осадил Ольвию, но скифы уничтожили его войско:
Зопирион, оставленный Александром Великим в качестве наместника Понта, полагая, что его признают ленивым, если он не совершит никакого предприятия, собрал 30 тысяч войска и пошёл войной на скифов, но был уничтожен со всей армией…
Археологическое исследование Каменского городища в Запорожской области Украины (площадью около 1200 га) показало, что оно в эпоху расцвета Скифского царства являлось административным и торгово-экономическим центром степных скифов. Резкие изменения в социальном строе скифов к IV в. до н. э. отразились в появлении в Приднепровье грандиозных курганов скифской аристократии, т. н. «царских курганов», достигавших в высоту более 20 м. В них были погребены цари и их дружинники в глубоких и сложных по конструкции погребальных сооружениях. Погребения аристократии сопровождались захоронением умерщвлённых жен или наложниц, слуг (рабов) и лошадей.
Воинов хоронили с оружием: короткие мечи-акинаки с золотыми обкладками ножен, масса стрел с бронзовыми наконечниками, колчаны или гориты, обложенные золотыми пластинами, копья и дротики с железными наконечниками. В богатых могилах часто встречались медная, золотая и серебряная посуда, греческая расписная керамика и амфоры с вином, разнообразные украшения, часто тонкой ювелирной работы скифских и греческих мастеров. Во время погребения рядовых скифских общинников совершался в основном тот же обряд, но погребальный инвентарь был беднее.

### Сарматское завоевание Скифии. Тавроскифия. Малая Скифия
Между 280—260 годами до н. э. держава скифов значительно сократилась во время вторжения родственных им сарматов, пришедших из-за Дона. Часть скифов погибла, часть перешла через Дунай и осела на прибрежных территориях, с тех пор долгое время называвшихся Малой Скифией (современная Добруджа). Также скифам удалось удержать за собой Центральный Крым и Нижнее Поднепровье:
Пришли на нашу землю савроматы в числе десяти тысяч всадников, пеших же, говорили, пришло в три раза больше. Так как они напали на людей, не ожидавших их прихода, то и обратили всех в бегство, что обыкновенно бывает в таких случаях; многих из способных носить оружие они убили, других увели живьем, кроме тех, которые успели переплыть на другой берег реки, где у нас находилась половина кочевья и часть повозок. В тот раз наши начальники решили, не знаю по какой причине, расположиться на обоих берегах Танаиса. Тотчас же савроматы начали сгонять добычу, собирать толпой пленных, грабить шатры, овладели большим числом повозок со всеми, кто в них находился, и на наших глазах насиловали наших наложниц и жён. Мы были удручены этим событием.
В 130 годах до н. э. на реке Салгир (в черте современного Симферополя) на месте ранее существовавшего населённого пункта была построена крепость (городище Керменчик). Многие исследователи считают это городище остатками упоминаемого в письменных источниках Неаполя Скифского, возведённого под руководством царя Скилура. По другой версии Неаполь Скифский следует видеть в городище Ак-Кая, на котором ведутся раскопки с 2006 года. По результатам сравнений планов раскопок с аэрофотосъёмкой и съёмкой из космоса было определено, что найден большой город с крепостью, существовавший на два столетия раньше, чем городище Керменчика. «Необычные размеры крепости, мощь и характер оборонительных сооружений, расположение неподалёку от Белой скалы групп „царских“ скифских курганов, — всё это говорит о том, что крепость Ак-Кая обладала столичным, царским статусом», — считает руководитель экспедиции Ю. Зайцев.
Наивысшего расцвета Скифское царство в Крыму достигло в 130—120-х годах до н. э. при царе Скилуре, когда скифы подчинили себе Ольвию и ряд владений Херсонеса. Однако вскоре после поражения в войне с Понтом позднескифское царство в Крыму перестало существовать как единое государство.
В Малой Скифии (Добрудже), где в своё время отбывал ссылку известный римский поэт Овидий, присутствие скифов отмечается вплоть до гуннского нашествия в IV веке н. э.

### Исчезновение
Скифское царство в Крыму и низовьях Днепра с центром в Неаполе просуществовало до второй половины III в. н. э. и было уничтожено готами. Скифы окончательно потеряли свою самостоятельность и этническое своеобразие, растворившись среди племён Великого переселения народов. Греческое наименование «скифы» перестало носить этнический характер и применялось к различным народам Северного Причерноморья, включая готов, гуннов, славян, русов, половцев, печенегов и других.
Восточная ветвь скифов мигрировала в Сакастан и образовала Индо-скифское царство (территории современных Афганистана и Пакистана). По мнению советского археолога-слависта П. Н. Третьякова, часть скифов была ассимилирована славянами.

## Культура
Согласно Геродоту скифское общество было патриархальным с матриархальными пережитками, на которые в частности указывает то, что в некоторых погребениях женщин археологи находили ножи. Однако анализ археологических находок показал, что скифы хоронили не только мальчиков с полным вооружением, но и девочек, что свидетельствует об ошибочности ранее существовавшего мнения о патриархальной культуре скифов.

### Обычаи
Античные источники сообщают о ряде скифских обычаев.
Геродот в своих «Историях» писал, что при убийстве первого врага скифу было положено испить его кровь. С поверженных противников скифы снимали скальп и использовали в качестве полотенец для рук, либо сшивали себе плащи. С правой руки врага сдиралась кожа вместе с ногтями и шла на чехлы для колчанов. Некоторые скифы сдирали всю кожу и обтягивали ей доски, которые возили с собой. Свою долю в добыче получал только тот воин, который предъявлял царю голову врага. Из черепов наиболее лютых врагов скифы изготавливали чаши. Воинская удаль всячески поощрялась. Например, каждый год скифская знать устраивала пиры, присутствовать на которых можно было только скифам, убившим врага.
Среди скифов было популярно гадание. Гадали либо с помощью связок с прутьями, либо при помощи липовой мочалы. Во время болезни у скифских царей существовал обычай обращаться к наиболее уважаемым предсказателям с требованием указать человека, который принёс ложную клятву богам царского очага (что по поверьям считалось причиной болезни). Если предсказатели указывали на невиновного человека, их сажали на запряжённую телегу с хворостом и поджигали.
Скифы закрепляли дружеские узы специальным ритуалом. Для этого в чашу наливалось вино и смешивалось с кровью самих друзей, а затем выпивалось ими после определённых клятв. Скиф не мог иметь больше 2-3 друзей, иначе он считался чем-то вроде распутной женщины.
Если скиф не мог справиться со своими врагами в одиночку, то он убивал быка, варил его мясо, а шкуру расстилал и садился на неё с заломленными руками. Каждый желающий мог подойти, взять кусок мяса и встав одной ногой на шкуру поклясться привести с собой определённое количество воинов. Таким образом, набиралось довольное количество воинов, чтобы отомстить обидчику.

### Искусство

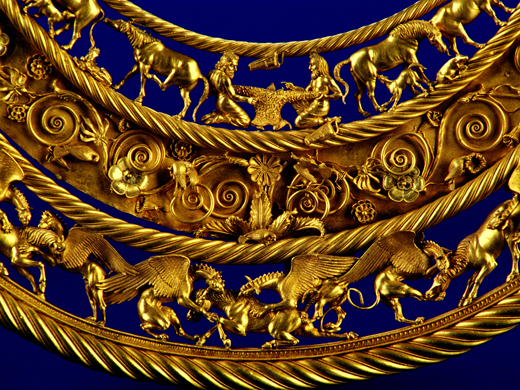
Элемент золотого ожерелья (пекторали) из скифского захоронения в районе г. Покров на Украине; IV в. до н. э.

Среди художественных изделий, обнаруженных в погребениях скифов, наиболее интересны предметы, декорированные в зверином стиле (на илл.): обкладки колчанов и ножен, рукоятки мечей, детали уздечного набора, бляшки (использовавшиеся для украшения конской сбруи, колчанов, панцирей, а также в качестве женских украшений), ручки зеркал, пряжки, браслеты, гривны и т. д.
Несомненный признак скифской принадлежности того или иного изделия — особый способ изображения животных, так называемый скифо-сибирский звериный стиль. Животные всегда изображаются в движении и сбоку, но с обращённой в сторону зрителя головой.

### Костюм

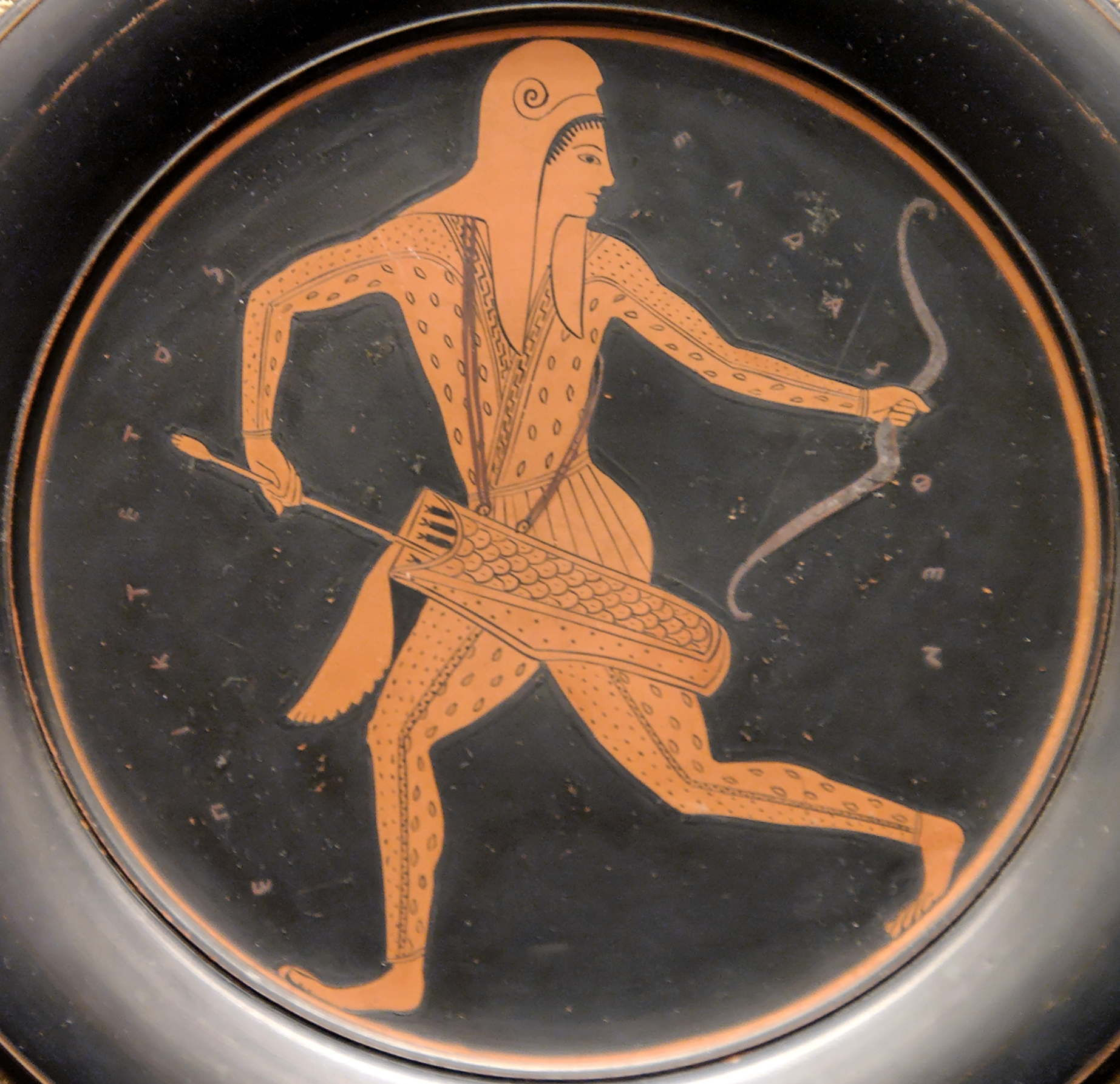
Аттикская Краснофигурная вазопись показывающий Скифского лучника, работа вазописца Эпиктета, ок 520—500 г д.н. э. Британский музей

Одежда скифских мужчин состояла из коротких кожаных кафтанов (туго перетянутых поясом) и длинных плотно облегающих кожаных штанов или широких шерстяных шароваров. Кафтаны носились мехом внутрь. По их краям располагались узоры, а на спине находилась орнаментная полоса. Кафтаны знатных скифов украшались яркими вышивками и разнообразными аппликациями, а парадная одежда расшивалась множеством золотых украшений. Штаны носились либо навыпуск, либо вправлялись в невысокие, мягкие, перевязанные ремешком возле щиколотки полусапоги («скифики»). Нередко кожаные штаны украшались «лампасами» и разнообразными вышивками. Кожаный пояс служил для подвешивания колчана (с левой стороны) и меча или кинжала (с правой стороны). Пояса знатных скифов и дружинников покрывались металлическими бляшками. Головным убором служили остроконечные шапки — род башлыка, известные по многочисленным изображениям на сосудах. Геродот сообщает, что скифы носили «островерхие тюрбаны» из плотного материала. Усиленные дополнительным покрытием, эти головные уборы надевались для боя. Шапка могла быть украшена сверху футляром цилиндрической формы из золота, украшенным рельефами (курган Куль-Оба). Иногда башлыки обшивались золотыми пластинами с орнаментами зооморфными или растительными. Шапки-башлыки носились скифами и в III в. н. э. Во II веке о обиход вошли мягкие шляпы с полями в виде конуса. В целом мужской скифский костюм характеризуется исследователями, как одежда, приспособленная для верховой езды.
Скифские женщины (их костюм менее изучен) носили одежду из шерсти, растительного волокна конопли и кожи. Наряд скифянок во многом зависел от их социального положения. Одежда простых женщин чаще всего состояла из длинного платья-рубашки или сорочки с длинным же рукавом и широким подолом. Поверх платья носилась накидка или долгополый халат без застёжки с узкими рукавами. Возможно, ворот, полы и подол халата обшивался мехом — как можно видеть на пластинках из курганов IV в. до н. э. (могила Чертомлык, курган Куль-Оба, Мордвиновский, Верхний Рогачик, Карагодеуашх). Наряды знатных скифянок обычно расшивались множеством золотых пластинок и бляшек.

### Мифология
Мифология скифов имеет многочисленные иранские и индоевропейские параллели, что в ряде работ по язычеству показали академик Б. А. Рыбаков и профессор Д. С. Раевский и развивают современные исследования.
Геродот перечисляет названия следующих божеств скифов: Табити (Гестия в греческой мифологии), Папайос (Зевс), Апи (Гея), Ойтосир (Аполлон), Аргимпаса (Афродита Урания), Фагимасад (Посейдон); кроме того, он упоминает о Геракле и Аресе. Скифы не воздвигали богам культовых сооружений, исключением являлся только бог войны: в каждой области Скифии было святилище Ареса в виде огромных куч хвороста с мечом на вершине. Раз в год в этих святилищах приносили жертву — различных животных (в частности, лошадей) и пленных, из ста — одного. Табити, божество семьи, домашнего очага, пользовалось особым уважением, считалась покровителем скифов. Поклясться очагом, домашним божеством начальника — величайшая клятва; ложная клятва этим божеством причиняла, по мнению скифов, болезнь начальнику. Изображением бога войны (Ареса, как его назвал Геродот по аналогии с греческой мифологией) был меч.
В целом скифская мифология, с учётом находок археологов, сложна и многообразна, требует учёта большого круга источников.

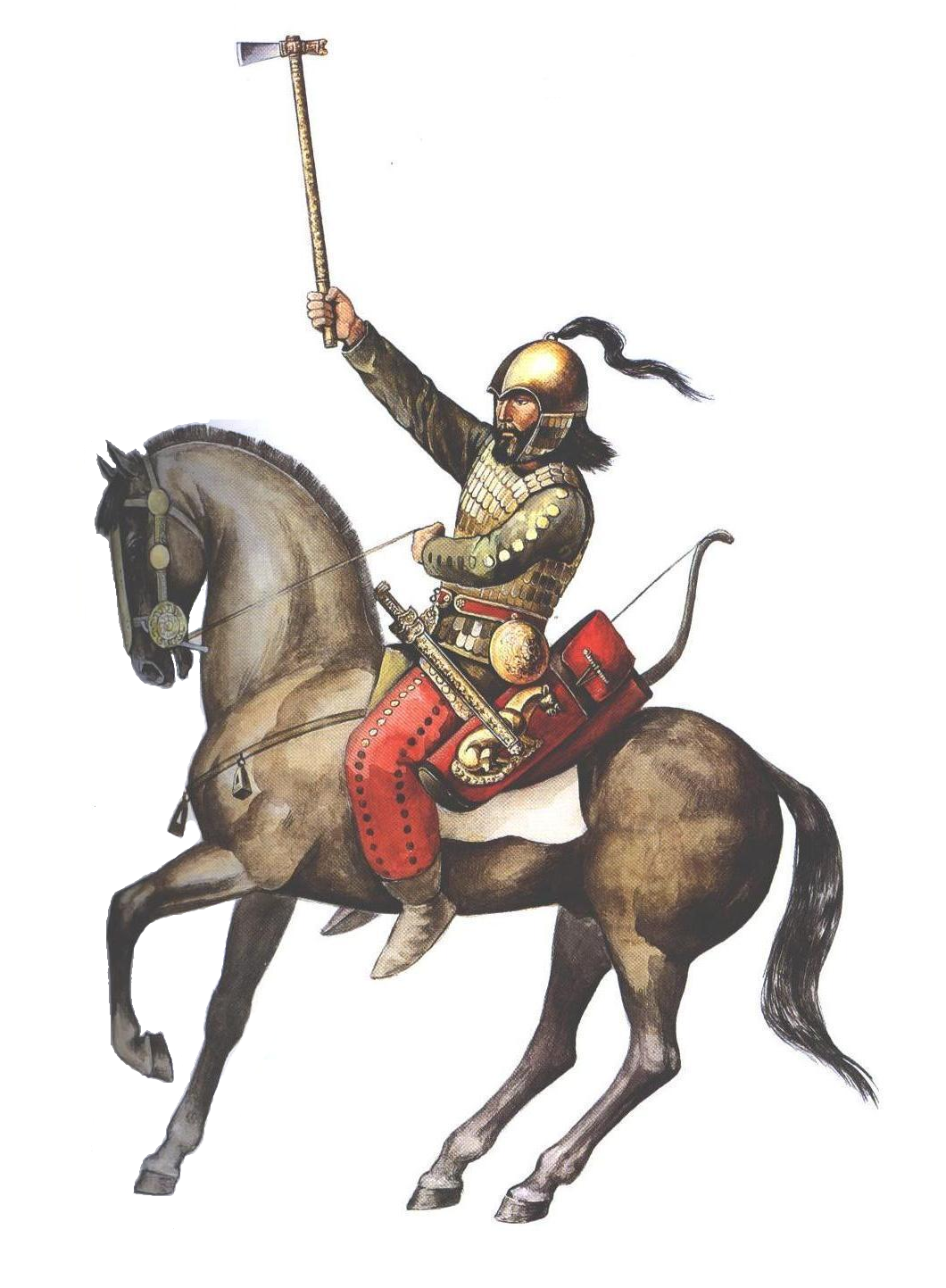
Сагарис в руках скифского всадника

### Военное дело

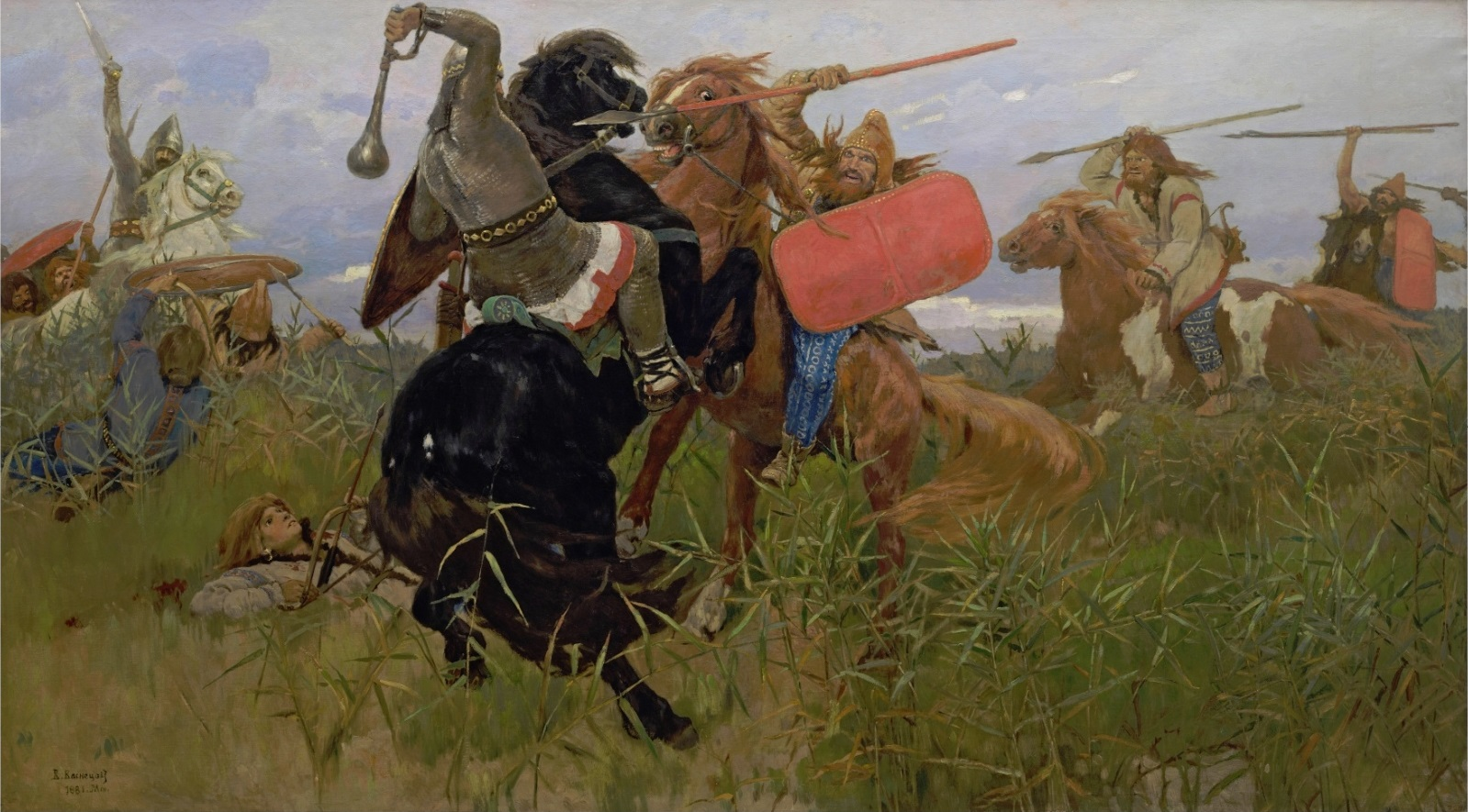
Битва скифов со славянами (В. М. Васнецов)

Все свободные скифы так или иначе являлись воинами. Война для скифов — это способ обогащения. В связи с этим формируется образ жизни народа. Цель военных походов скифов — грабеж и захват пленных. Важной частью добычи были рабы, которых использовали в подсобном хозяйстве. Их ослепляли и калечили, вероятно, для того, чтобы сделать невозможным бегство из рабства.
Кроме грабежа и захвата рабов, по мнению Молева, скифы стремились подчинить другие народы, чтобы на регулярной основе получать с них дань.
У скифов первыми среди народов континента конница стала действительно основным видом войск, численно преобладавшим над пехотой, а во время переднеазиатских походов — единственной силой.
Кроме кавалерии скифы располагали и пехотой. По словам А. Смирнова, этот род войск играл значительную роль в более поздний период скифской истории.
«Отсутствие коня лишала бедняка нести службу в коннице и оставалась одна возможность — сражать пешими», — пишет А. Смирнов.
Скифы первыми (насколько позволяют судить источники) в истории войн успешно применили стратегическое отступление с целью коренного изменения соотношения сил в свою пользу. Они первыми пошли на разделение войска на две взаимодействующие части с постановкой отдельных задач перед каждой из них. В военной практике они удачно применили способ ведения войны, метко названной античными авторами «малой войной». Они продемонстрировали умелое ведение значительных по объёму кампаний на обширном театре военных действий, приведших к изгнанию измотанных войск противника (война с Дарием) или разгрома значительных масс противника (разгром Зопириона, битва при Фате).
Во II веке до н. э. скифское военное искусство уже устарело и скифы начали терпеть поражения от фракийцев, греков и македонян.
Скифское военное ремесло получило два продолжения: у сарматов и парфян, с упором на тяжёлую конницу, приспособленную к ближнему бою и действующую в сомкнутом строю, и у восточных кочевников: саков, тохаров, позднее — тюрков и монголов, с упором на дальний бой и связанное с изобретением принципиально новых конструкций луков.
Роль женщин
Дэвид Энтони в своей монографии «Лошадь, колесо и язык» утверждает, что 20 % скифо-сарматских воинских захоронений в нижнем течении Дона и Волги составляли женщины, одетые для битвы как мужчины, феномен, который возможно вдохновил греческие мифы об амазонках. Вероятно скифы в этом регионе часто отдавали некоторым женщинам руководящие роли, которые традиционно считались мужскими.

### Экономика
Скифы активно включаются в коммерческие операции Древнего мира. Они принимают участие в налаживании торговых отношений между эллинами и варварами. В числе скифского экспорта значатся такие продукты как: хлеб, рабы, мёд, шкуры животных, меха и рыба. Импортируют же они: вино, продукцию ремесленного производства (украшения, керамика и проч.), оливковое масло, оружие. Кроме этого, через скифов получают доступ к продуктам античной цивилизации народы, проживающие за пределами ойкумены, например, на Урале.
Скифские ремесленники славились высоким мастерством в обработке кожи. Также скифы организовывали металлургические производства, однако в отличие от кожевенных специалистов, кузнецы свою продукцию не экспортировали. Большая часть грузов проходят через порт Ольвии.
Скифы ведут войны ради установления даннических отношений. Так военная экспедиция скифов, направленная против меотских племен, заключалась в том, чтобы установить длительные зависимые отношения. Скифская аристократия облагала покоренные народы данью. Ряд греческих государств в Северном Причерноморье попадали в зависимость от воинственных и непредсказуемых кочевников. Разумные эллины откупались от грабительских набегов, заменяя термин «дань» эвфемизмом — «подарки». Хотя подобные дары носили эпизодический характер.
Помимо транзитной и экспортной торговли, сбора дани с покоренных племен и народов, скифская верхушка обогащалась за счет работорговли. Центром невольничьего рынка на Понте был Танаис.

## Известные скифы

### Мифические
см. также Скифия и Кавказ в древнегреческой мифологии#Скифия
- Таргитай — сын Зевса, родоначальник скифов.
- Колаксай — эпический царь скифов, родоначальник всех «сколотов» и главного племени паралатов («первейших»).
- Арпоксай — один из трёх эпических внуков Зевса, прародитель катиаров и траспиев.
- Липоксай — один из трёх эпических внуков Зевса, прародитель авхатов.
- Агафирс — сын Геракла и полудевы-полузмеи, эпоним агафирсов.
- Гелон — сын Геракла и полудевы-полузмеи, эпоним гелонов.
- Скиф — сын Геракла и полудевы-полузмеи, царь всех скифов.
- Прометей — мифический царь скифов[95][96].
- Линх — мифический царь скифов[97].
- Дардан — мифический царь скифов.
- Агаэт (Агаст) — сын Аэта (Ээта) Колхидского, царь скифов и сарматов.
- Кирка — дочь Аэта Колхидского, царица скифов и сарматов.
- Пал — эпический царь скифов времён ранних завоеваний.
- Нап — эпический царь скифов времён ранних завоеваний.
- Сколопетий (Сколопит) — юноша царского рода, предводитель похода.
- Плин — юноша царского рода, царь скифов Южного Причерноморья.
- Сагил — царь скифов, современник похода амазонок на Афины.
- Панасагор — скифский царевич, сын Сагила.
- Танай (Танаузис) — царь скифов, воевавший с одним из фараонов. Существует несколько вариантов объяснения имени, упоминаемого у Юстина и Иордана. По одному из них, оно связано с названием Танаис, по другому — это просто рукописное искажение варианта Иандис, в свою очередь представляющего видоизменение геродотова Иданфирса (возможно, сделанное Эфором)[98].
- Яндис — царь скифов, современник Сесостриса.
- Теродам (Феродамант) — мифический жестокий царь скифов, которого охраняли львы, и он кормил их человеческим мясом в целях увеличения их свирепости.
- Токсарис — скифский мудрец-простолюдин, прибывший в Афины раньше Анахарсиса в сочинениях Лукиана.

См. также
- Сесострис (Везосис) — легендарный фараон, ходивший на Скифию.

### Исторические
Династы (цари) скифов и представители династии, известные из ассирийских источников:
- Ишпакай — скифский вождь до 675 года до н. э., с которым воевал Асархаддон[99].
- Партатуа — царь скифов около 675—650 годов до н. э., упомянут в ассирийских текстах. Отождествляется с отцом Мадия Протофием, упомянутым Геродотом[100].

Династы (цари) скифов и представители династии, упоминаемые Геродотом:
- Ариант — полулегендарный царь скифов, проводивший «перепись».
- Ариапиф — царь, отец Скила, Октамасада, Орика (первая половина V века до н. э.).
- Анахарсис — философ, сын царя Гнура, один из семи мудрецов. Хотя Геродот приводит его родословную, он часто рассматривается как полулегендарный персонаж.
- Гнур — царь скифов, сын Лика, отец Анахарсиса и Савлия.
- Иданфирс — царь скифов, воевавший с персидским царём Дарием I около 514/512 года до н. э.
- Лик — царь скифов, сын Спаргапифа, отец Гнура. Возможно, греческое имя Лик (греч. «волк») — перевод оригинального vṛka с тем же значением[101].
- Мадий — царь скифов во 2-й половине VII века до н. э., сын Прототия, взимавший дань с Мидии на протяжении 28 лет[102].
- Октамасад — царь скифов в V веке до н. э., сын Ариапифа и дочери фракийского царя Терея.
- Опия — одна из жен Ариапифа, мать Орика.
- Орик — сын Ариапифа и Опии.
- Савлий (Кадуит, Кадуин, Кальвид — в некоторых источниках) — царь скифов в VI веке до н. э., отец Иданфирса, брат и убийца Анахарсиса.
- Скил — царь скифов в V веке до н. э., сын Ариапифа и эллинки из Истрии.
- Скопасис — один из царей, современник Иданфирса, во время скифо-персидской войны командовал мобильным отрядом из скифов и савроматов.
- Спаргапиф — в списке Геродота первый правитель Причерноморской Скифии (~580-е годы до н. э.).
- Таксакис — один из царей, современник Иданфирса, во время скифо-персидской войны возглавлял войско гелонов и будинов.
- Томирис — царица скифов, известная победой над персидским царём Киром II.

Династы (цари) скифов и представители династии, известные из других источников:
- Марсагет — брат скифского царя (вероятно брат Иданфирса).
- Аргот — имя, читаемое на «перстне Скила», возможно скифский династ, не упомянутый Геродотом[103].
- Эминак — известен по монетам Ольвии (1-я половина — 340-е годы до н. э.).
- Саммак — гипотетически представитель скифской династии на Боспоре, известный по монетам Нимфея, датируемых 409—405 годами до н. э.[104]
- Атей — царь скифов (до 358—339 года до н. э.)
- Агар — царь Скифии конца IV века до н. э.
- Аргунт — царь скифов, упоминаемый применительно к событиям середины III века[105], когда скифов возможно уже не существовало (по другим версиям готский вождь).

Династы (цари) и представители династии Скифского царства в Крыму (Тавроскифии) (ок. 250 год до н. э. — 250 год н. э.):
- Аргот, сын Ид[…]та — представитель правящей династии скифов Крыма, живший во II веке до н. э.
- Скилур — царь скифов Крыма и во II веке до н. э.
- Палак — сын и наследник Скилура.
- Сенамотис — дочь царя Скилура и жена некоего боспорского аристократа Гераклида, известная из посвятительной надписи богине Дитагойе, сделанной от имени царя Боспора Перисада.
- Савмак — скиф, возможно представитель династии царей Тавроскифии, возглавил мятеж против последнего Спартокида на Боспоре. Правил Боспорским царством около года (между 112 и 107 годами до н. э.).
- Ходарз — царь скифов Крыма в I веке, сын Омпсалака, возведён на престол боспорским царём Аспургом[106].

Скифское царство в Добрудже (Малая Скифия) (около 330—70 годов до н. э.).
- Канит — около 270 года до н. э.
- Харасп — II век до н. э.
- Акроса — II век до н. э.
- Танос — около 100 года.
- Зариакс — I век до н. э.
- Элий — до 70 года до н. э., около 70-х годов до н. э. — сарматское завоевание.

## Скифы в средневековой традиции

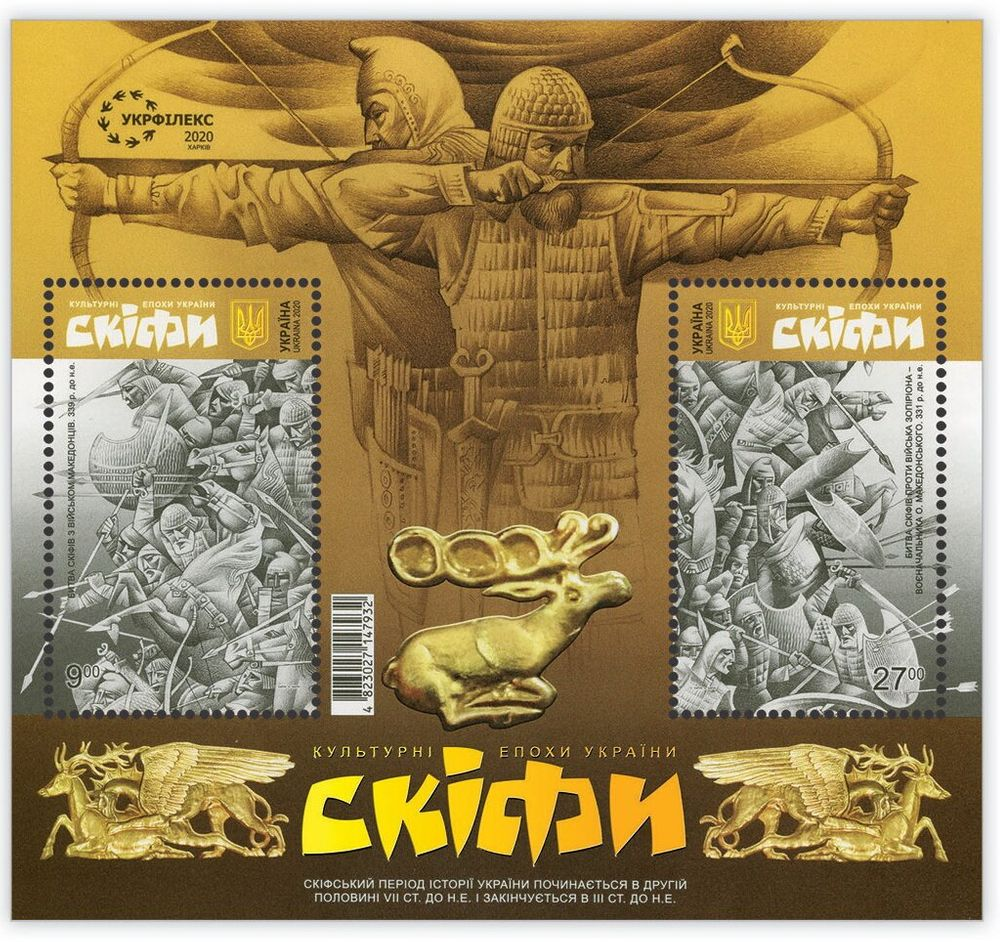
Почтовый блок. Украина, 2020 год

Начиная с эпохи Великого переселения народов, этноним «скифы» используется в источниках для наименования различных народов, населявших территорию Великой Скифии. «Скифами» называют готов, авар, восточных славян, хазар, печенегов, аланов и другие народы. С другой стороны, летописцы и историки народов, занимавших в разное время Скифию, пытаются найти истоки своего народа в легендарной истории скифов (а порой и присвоить её себе).
Так Иордан, рассказывая о победе готского короля Танаузиса над египетским фараоном Весозисом, помещает её незадолго до Троянской войны, упоминая также о происхождении амазонок, но имена Сколопита и Плина опускает.
Антир (так у Иордана: искажённое геродотово имя Иданфирс) — царь готов (так у Иордана вместо скифов), возглавлявший царства Скифии в борьбе против Дария. В родословных правителей Мекленбурга — предок древних вандальских, герульских и польских королей, современник и союзник Александра Македонского.
Русские летописи подчёркивали, что народы Руси греками назывались «Великая Скифь».
В «Повести временных лет» скифы неоднократно упоминаются:
Когда же славянский народ, как мы говорили, жил на Дунае, пришли от скифов, то есть от хазар, так называемые болгары, и сели по Дунаю, и были поселенцами на земле славян.
Дулебы же жили по Бугу, где ныне волыняне, а уличи и тиверцы сидели по Днестру и возле Дуная. Было их множество: сидели они по Днестру до самого моря, и сохранились города их и доныне; и греки называли их «Великая Скифь».
Пошёл Олег на греков, оставив Игоря в Киеве; взял же с собою множество варягов, и славян, и чуди, и кривичей, и мерю, и древлян, и радимичей, и полян, и северян, и вятичей, и хорватов, и дулебов, и тиверцев, известных как толмачи: этих всех называли греки «Великая Скифь».
Русские летописи XVII века считали народы средневековой Руси продолжением народов Великой Скифии (см. «Сказание о Словене и Русе и городе Словенске»).